# Елвуд-Сіті (Пенсільванія)
Елвуд-Сіті (англ. Ellwood City) — місто (англ. borough) в США, в округах Лоуренс і Бівер штату Пенсільванія. Населення — 7642 особи (2020).

## Географія
Елвуд-Сіті розташований за координатами 40°51′43″ пн. ш. 80°16′58″ зх. д. / 40.86194° пн. ш. 80.28278° зх. д. (40.861982, -80.282913).  За даними Бюро перепису населення США в 2010 році місто мало площу 6,11 км², з яких 6,02 км² — суходіл та 0,09 км² — водойми.

## Демографія
Згідно з переписом 2010 року, у селищі мешкала 7921 особа в 3523 домогосподарствах у складі 2111 родини. Густота населення становила 1297 осіб/км².  Було 3917 помешкань (641/км²).
Расовий склад населення:
| - 97,0 % — білих - 1,1 % — чорних або афроамериканців - 0,3 % — азіатів - 0,1 % — корінних американців |

До двох чи більше рас належало 1,2 %. Частка іспаномовних становила 1,3 % від усіх жителів.
За віковим діапазоном населення розподілялося таким чином: 21,6 % — особи молодші 18 років, 59,5 % — особи у віці 18—64 років, 18,9 % — особи у віці 65 років та старші. Медіана віку мешканця становила 42,0 року. На 100 осіб жіночої статі у селищі припадало 88,6 чоловіків;  на 100 жінок у віці від 18 років та старших — 84,6 чоловіків також старших 18 років.
Середній дохід на одне домашнє господарство  становив 51 505 доларів США (медіана — 40 497), а середній дохід на одну сім'ю — 63 102 долари (медіана — 53 608). Медіана доходів становила 46 549 доларів для чоловіків та 28 526 доларів для жінок. За межею бідності перебувало 13,0 % осіб, у тому числі 20,4 % дітей у віці до 18 років та 8,4 % осіб у віці 65 років та старших.
Цивільне працевлаштоване населення становило 3584 особи. Основні галузі зайнятості: освіта, охорона здоров'я та соціальна допомога — 24,7 %, виробництво — 18,2 %, роздрібна торгівля — 13,4 %, мистецтво, розваги та відпочинок — 10,8 %.

## Відомі особистості
В поселенні народився:
- Джим Герлах (* 1955) — американський політик.